# ハネオツパイ
ハネオツパイ（学名 Ptilocercus lowii）は登木目（ツパイ目）に属する動物で、生息地はタイ南部とマレー半島、ボルネオおよびインドネシア諸島の複数の島である。
ハネオツパイ科の仲間で唯一、現在も生きている種である。他のすべての登木目は、ツパイ科に分類される。IUCNの絶滅危惧の評価では、個体数は減らしているが危険は低いとされる。

## 生息と分布
ハネオツパイの生息地は、タイ南部とマレー半島からスマトラ北部、シベルト島、バンカ島、ボルネオ北西部であり、標高1,200 m（3,900ft）までの一次原生林に生息する。

## 形態
頭胴長13–14センチメートル、尾長16–19センチメートル、体重40–62グラム。背面の体毛は灰色から淡褐色で、腹部は白色または黄色みを帯びる。ツパイ科との識別点として、尾の先端にのみ羽毛状の房毛を持つことが特徴である。尾の先端以外は裸出する。房毛は根元側が黒く、先端側が白い。ツパイ科では発達する上顎大臼歯の外稜（ectoloph）を本種では欠く。

## 生態
昼行性であるツパイ科の種とは異なり、本種は夜行性であることが知られている。 2–5頭の群れを形成して活動し、木の中に葉や枝などを敷いた巣を作って生活する。

### 食性
食性は雑食で、バナナやブドウなどの果実、コオロギなどの昆虫を食べる。ヤモリなど小型の脊椎動物も食べることが知られている。登木目の中では果実食よりも昆虫食と花蜜食の傾向が比較的高いと考えられている。
マレーシアで研究されたハネオツパイは、ブルタムと呼ばれるヤシの木の一種（学名Eugeissona tristis）の花の蜜を栄養源にしている。蜜は常に発酵しており、アルコール含有量が最大3.8％になる。タイやマレーシア、ボルネオ島に暮らすツパイ7種は蜜を採食する。ハネオツパイは蜜の消化に1晩に数時間を費やすが、他のものは一切食べない。摂取量は人間の体重に換算するとワイン10–12杯に相当するにもかかわらず、酩酊は観察されない。
アルコールデヒドロゲナーゼのバイオマーカーを測定すると、人間はあまり使わないアルコール代謝の経路を活用している可能性が示唆され、大量のアルコールを摂取する能力は、進化による適応と仮定されている。アルコール摂取がハネオツパイにどのような利益をもたらすか、または血中アルコール濃度が一貫して高止まりだと生理学にどのような結果を現すか、まだ不明である。

## 進化と分類の歴史
以前はツパイ科のハネオツパイ亜科Ptilocercinaeとされていたが、1998年に独立した科に分類されるようになった。
ハネオツパイ科は登木目に属するが他のツパイとは別の科として分類され、形態学および遺伝学の数多くの差異により約6000万年前に分岐したと考えられる。 ツパイと霊長目は非常に近い近縁種であり、皮翼目（ヒヨケザル目ともいう）とは特に近い。

|  | ネズミ目 Rodentia   |
|  |                     |
|  | ウサギ目 Lagomorpha |
|  |                     |

|  | ヒヨケザル目 Dermoptera                                                                |
|  |                                                                                        |
|  | \| \| †プレシアダピス目 Plesiadapiformes \| \| \| \| \| \| サル目 Primates \| \| \| \| |
|  |                                                                                        |
|  | †プレシアダピス目 Plesiadapiformes                                                     |
|  |                                                                                        |
|  | サル目 Primates                                                                        |
|  |                                                                                        |

|  | †プレシアダピス目 Plesiadapiformes |
|  |                                    |
|  | サル目 Primates                    |
|  |                                    |

|  | ヒヨケザル目 Dermoptera                                                                |
|  |                                                                                        |
|  | \| \| †プレシアダピス目 Plesiadapiformes \| \| \| \| \| \| サル目 Primates \| \| \| \| |
|  |                                                                                        |
|  | †プレシアダピス目 Plesiadapiformes                                                     |
|  |                                                                                        |
|  | サル目 Primates                                                                        |
|  |                                                                                        |

|  | †プレシアダピス目 Plesiadapiformes |
|  |                                    |
|  | サル目 Primates                    |
|  |                                    |

|  | ネズミ目 Rodentia   |
|  |                     |
|  | ウサギ目 Lagomorpha |
|  |                     |

|  | ヒヨケザル目 Dermoptera                                                                |
|  |                                                                                        |
|  | \| \| †プレシアダピス目 Plesiadapiformes \| \| \| \| \| \| サル目 Primates \| \| \| \| |
|  |                                                                                        |
|  | †プレシアダピス目 Plesiadapiformes                                                     |
|  |                                                                                        |
|  | サル目 Primates                                                                        |
|  |                                                                                        |

|  | †プレシアダピス目 Plesiadapiformes |
|  |                                    |
|  | サル目 Primates                    |
|  |                                    |

|  | ヒヨケザル目 Dermoptera                                                                |
|  |                                                                                        |
|  | \| \| †プレシアダピス目 Plesiadapiformes \| \| \| \| \| \| サル目 Primates \| \| \| \| |
|  |                                                                                        |
|  | †プレシアダピス目 Plesiadapiformes                                                     |
|  |                                                                                        |
|  | サル目 Primates                                                                        |
|  |                                                                                        |

|  | †プレシアダピス目 Plesiadapiformes |
|  |                                    |
|  | サル目 Primates                    |
|  |                                    |

2亜種に分けられる。以下の亜種の分類は、Helgen (2005) に従う。
Ptilocercus lowii lowii Gray, 1848
ボルネオ島、ラブアン島、セラサン島。模式産地はボルネオ島。
Ptilocercus lowii continentis Thomas, 1910
マレー半島、スマトラ島、バンカ島、リンガ島、カリムン島、シベルト島、ピニ島。
シベルト島（メンタワイ諸島）の個体群は、頭骨の形態が他個体群とは異なるという研究もある。